# Forte de São Brás de Sanxete
O Forte de São Brás de Sanxete localiza-se no cabo Raso, freguesia e Município de Cascais, distrito de Lisboa, em Portugal.

## História
Este pequeno forte marítimo foi erguido com a função de vigia daquele trecho do litoral. Cruzava fogos com o Forte de Crismina, na defesa da praia do Guincho, vasto areal onde embarcações inimigas facilmente poderiam desembarcar tropas.
Em 1894, perdida a sua função defensiva, passou a abrigar um farol, em funcionamento até aos nossos dias.
Este imóvel, na área de influência do Parque Natural de Sintra-Cascais, encontra-se em fase de estudo de classificação, aguardando o Instituto Português do Património Arquitectónico (IPPAR) instruções por parte da Câmara Municipal de Cascais.
Atualmente, as dependências do forte abrigam o Farol do Cabo Raso, sendo as suas dependências de serviço usadas como Casa do Faroleiro. A atual torre de ferro pintada de vermelho, contígua à Casa do Faroleiro, data de 1915, e seu farol tem o alcance de vinte milhas náuticas.